# Eucereon aeolum
Eucereon aeolum là một loài bướm đêm thuộc phân họ Arctiinae, họ Erebidae.